# Louise Dam Eckardt Jensen
Louise Dam Eckardt Jensen (* 1. April 1980 in Toftlund) ist eine dänische Jazz- und Improvisationsmusikerin (Altsaxophon, auch Flöte, Gesang, Elektronik).

## Leben
Jensen erhielt ab dem sechsten Lebensjahr Blockflötenunterricht an der Musikschule. Mit zehn Jahren wechselte sie zum Klavier, bevor sie im Alter von zwölf Jahren ihr Instrument entdeckte, das Altsaxophon. 1983 begann sie ein Vorstudium an einer Musikhochschule, welches sie 1998 mit einem Diplom absolvierte. Danach nahm sie weiterhin Privatstunden bei verschiedenen Saxophonisten. Im Jahr 2002 begann sie ihr Saxophon-Studium am Konservatorium von Amsterdam, welches sie 2006 mit dem Bachelor abschloss. 
Jensen arbeitet seit dieser Zeit sowohl in der dänischen als auch in der New Yorker Musikszene, dort u. a. mit Peter Evans, Weasel Walter, Michel Doneda, Erica Dicker und Matt Nelson. Gemeinsam mit Andreas Pichler trat sie im Duo Seiki auch in Deutschland auf. Mit ihrem Mann, dem Bassisten Tom Blancarte legte Jensen 2010 das Album The Home of Easy Credit (Northern Spy) vor. In der gleichnamigen Formation (erweitert zum Trio durch den Live-Elektroniker Damon Holzborn) trat sie in Hamburg 2012 in der Konzertreihe Frequenzgänge auf; außerdem mit einem Trio namens Herbert Eckardt, das sie mit Luca Marini leitete. Mit der Formation Sweet Banditry (Tom Blancarte, Brandon Seabrook, Kevin Shea) folgte 2013 die Produktion Farvefisen Blomstrer (Marsken Records). Sie leitet gegenwärtig (2016) das Alto Saxophone Trio (mit Tamio Shiraishi und Chris Pitsiokos), Louise Jensen’s Sweet Banditry (mit Brandon Seabrook, Tom Blancarte und Kevin Shea) und spielt im Duo mit Tim Dahl.